# Campionato mondiale di football americano Under-19 2012
Il campionato mondiale di football americano Under-19 2012 (in lingua inglese 2012 IFAF Junior World Cup), noto anche come Stati Uniti 2012 in quanto disputato in tale Stato, è stato la seconda edizione del campionato mondiale di football americano per squadre nazionali Under-19 maschili organizzato dalla IFAF.
Ha avuto inizio il 30 giugno e si è concluso il 7 luglio 2012 al Burger Stadium di Austin.

## Stadi
Distribuzione degli stadi del campionato mondiale di football americano Under-19 2012
| Austin                |
| --------------------- |
| Burger Stadium        |
| 30°18′00″N 97°44′00″W |
| Capacità:             |
| Altitudine:           |
|                       |

## Squadre partecipanti
| Pr. | Squadra         | Data di qualificazione | Qualificata in quanto                           |
| --- | --------------- | ---------------------- | ----------------------------------------------- |
| 1   | Stati Uniti     |                        | Nazione organizzatrice e campione in carica     |
| 2   | Canada          |                        | Invitata                                        |
| 3   | Giappone        |                        | Invitata                                        |
| 4   | Austria         | 3 settembre 2011       | 1ª classificata all'Europeo 2011                |
| 5   | Francia         | 3 settembre 2011       | 2ª classificata all'Europeo 2011                |
| 6   | Svezia          | 3 settembre 2011       | 3ª classificata all'Europeo 2011                |
| 7   | Samoa Americane | 25 febbraio 2012       | Vincitrice dell'Oceania Bowl contro l'Australia |
| 8   | Panama          |                        |                                                 |

## Tabellone
|  | Quarti di finale | Quarti di finale |          |         | Semifinali                | Semifinali                |  |  | Finale | Finale |
|  |                  |                  |          |         |                           |                           |  |  |        |        |
|  |                  |                  |          |         |                           |                           |  |  |        |        |
|  |                  |                  |          |         |                           |                           |  |  |        |        |
|  | Giappone         | 27               |          |         |                           |                           |  |  |        |        |
|  | Giappone         | 27               |          |         |                           |                           |  |  |        |        |
|  | Francia          | 6                |          |         |                           |                           |  |  |        |        |
|  | Francia          | 6                | Giappone | 24      |                           |                           |  |  |        |        |
|  |                  |                  | Giappone | 24      |                           |                           |  |  |        |        |
|  |                  | Canada           | 33       |         |                           |                           |  |  |        |        |
|  | Canada           | Canada           | 33       | 43      |                           |                           |  |  |        |        |
|  | Canada           |                  |          | 43      |                           |                           |  |  |        |        |
|  | Svezia           | 0                |          |         |                           |                           |  |  |        |        |
|  | Svezia           | 0                | Canada   | 23      |                           |                           |  |  |        |        |
|  |                  |                  | Canada   | 23      |                           |                           |  |  |        |        |
|  |                  | Stati Uniti      | 17       |         |                           |                           |  |  |        |        |
|  | Panama           | Stati Uniti      | 17       | 0       |                           |                           |  |  |        |        |
|  | Panama           |                  |          | 0       |                           |                           |  |  |        |        |
|  | Austria          | 40               |          |         |                           |                           |  |  |        |        |
|  | Austria          | 40               | Austria  | 7       | Finale per il terzo posto | Finale per il terzo posto |  |  |        |        |
|  |                  |                  | Austria  | 7       | Finale per il terzo posto | Finale per il terzo posto |  |  |        |        |
|  |                  | Stati Uniti      | 70       |         |                           |                           |  |  |        |        |
|  | Stati Uniti      | Stati Uniti      | 70       | 27      | Giappone                  | 7                         |  |  |        |        |
|  | Stati Uniti      |                  |          | 27      | Giappone                  | 7                         |  |  |        |        |
|  | Samoa Americane  | 6                |          | Austria | 0                         |                           |  |  |        |        |
|  | Samoa Americane  | 6                |          |         | 0                         |                           |  |  |        |        |
|  |                  |                  |          |         |                           |                           |  |  |        |        |
|  |                  |                  |          |         |                           |                           |  |  |        |        |

|  | Primo turno di consolazione | Primo turno di consolazione | Primo turno di consolazione |                 |         | Finale 5º posto | Finale 5º posto | Finale 5º posto |  |
|  |                             |                             |                             |                 |         |                 |                 |                 |  |
|  | Francia                     | Francia                     | 41                          |                 |         |                 |                 |                 |  |
|  | Francia                     | Francia                     | 41                          |                 |         |                 |                 |                 |  |
|  | Svezia                      | Svezia                      | 0                           |                 |         |                 |                 |                 |  |
|  | Svezia                      | Svezia                      | 0                           |                 | Francia | Francia         | 14              |                 |  |
|  |                             |                             |                             |                 | Francia | Francia         | 14              |                 |  |
|  |                             |                             | Samoa Americane             | Samoa Americane | 27      |                 |                 |                 |  |
|  | Panama                      | Panama                      | Samoa Americane             | Samoa Americane | 27      | 0               |                 |                 |  |
|  | Panama                      | Panama                      |                             |                 |         | 0               |                 |                 |  |
|  | Samoa Americane             | Samoa Americane             | 51                          |                 |         | Finale 7º posto | Finale 7º posto | Finale 7º posto |  |
|  | Samoa Americane             | Samoa Americane             | 51                          |                 |         |                 |                 |                 |  |
|  |                             |                             |                             |                 |         |                 |                 |                 |  |
|  |                             |                             |                             |                 |         | Svezia          | Svezia          | 54              |  |
|  |                             |                             |                             |                 |         | Svezia          | Svezia          | 54              |  |
|  |                             |                             |                             |                 |         | Panama          | Panama          | 20              |  |

## Risultati

### Quarti di finale
| Austin 30 giugno 2012, ore 9:00 UTC-6 Incontro 1 | Panama | 0 – 40 (0-12 0-14 0-7 0-7) referto | Austria | Burger Stadium |

| Austin 30 giugno 2012, ore 11:30 UTC-6 Incontro 2 | Giappone | 27 – 6 (17-0 7-0 3-6 0-0) referto | Francia | Burger Stadium |

| Austin 30 giugno 2012, ore 17:00 UTC-6 Incontro 3 | Canada | 43 – 0 (0-0 10-0 13-0 20-0) referto | Svezia | Burger Stadium |

| Austin 30 giugno 2012, ore 20:00 UTC-6 Incontro 4 | Stati Uniti | 27 – 6 (13-0 7-6 0-0 7-0) referto | Samoa Americane | Burger Stadium |

### Primo turno di consolazione
| Austin 3 luglio 2012, ore 17:00 UTC-6 Incontro 5 | Francia | 41 – 0 (7-0 17-0 14-0 3-0) referto | Svezia | Burger Stadium |

| Austin 3 luglio 2012, ore 20:00 UTC-6 Incontro 6 | Panama | 0 – 51 (0-14 0-12 0-14 0-11) referto | Samoa Americane | Burger Stadium |

### Semifinali
| Austin 4 luglio 2012, ore 17:00 UTC-6 Incontro 7 | Giappone | 24 – 33 (14-14 0-9 3-0 7-10) referto | Canada | Burger Stadium |

| Austin 4 luglio 2012, ore 20:00 UTC-6 Incontro 8 | Austria | 7 – 70 (7-7 0-28 0-28 0-7) referto | Stati Uniti | Burger Stadium |

### Finali

#### Finale 7º-8º posto
| Austin 6 luglio 2012, ore 17:00 UTC-6 Incontro 9 | Svezia | 54 – 20 (7-8 19-6 14-0 14-6) referto | Panama | Burger Stadium |

#### Finale 5º-6º posto
| Austin 6 luglio 2012, ore 20:00 UTC-6 Incontro 10 | Francia | 14 – 27 (7-0 0-21 7-0 0-6) referto | Samoa Americane | Burger Stadium |

#### Finale 3º-4º posto
| Austin 7 luglio 2012, ore 17:00 UTC-6 Incontro 11 | Giappone | 7 – 0 (0-0 0-0 0-0 7-0) referto | Austria | Burger Stadium |

#### Finale
| Austin 7 luglio 2012, ore 20:00 UTC-6 Incontro 12 | Canada | 23 – 17 (3-0 7-7 6-7 7-3) referto | Stati Uniti | Burger Stadium |

## Classifica finale
| Pos | Squadra         | G | V | P | PF  | PS  | DP   |
| --- | --------------- | - | - | - | --- | --- | ---- |
| 1   | Canada          | 3 | 3 | 0 | 99  | 41  | +58  |
| 2   | Stati Uniti     | 3 | 2 | 1 | 114 | 36  | +78  |
| 3   | Giappone        | 3 | 2 | 1 | 58  | 39  | +19  |
| 4   | Austria         | 3 | 1 | 2 | 47  | 77  | -30  |
| 5   | Samoa Americane | 3 | 2 | 1 | 83  | 41  | +42  |
| 6   | Francia         | 3 | 1 | 2 | 61  | 54  | +7   |
| 7   | Svezia          | 3 | 1 | 2 | 54  | 104 | -50  |
| 8   | Panama          | 3 | 0 | 3 | 20  | 145 | -125 |